# Мице Чегански
Димитър Христов Мулов или Мулев, известен като Мице Чегански, е български революционер, деец на Вътрешната македоно-одринска революционна организация и Вътрешната македонска революционна организация, воденски околийски войвода.

## Биография

### Във ВМОРО
Христов е роден в 1881 година във воденското село Чеган, тогава в Османската империя, днес Агиос Атанасиос, Гърция. Влиза във ВМОРО в 1903 година и участва в Илинденско-Преображенското въстание през лятото на същата година с четата на Атанас Поплазаров. След въстанието продължава да се занимава с революционна дейност като куриер и терорист на ВМОРО. В 1911 година убива видния гръцки андартин войвода Никола Мице Шанев във Воденско. В същата 1911 година влиза в четата на Кръсте Лондев – Лерински, с която действа до 1915 година и след като Воденско попада в Гърция след Междусъюзническата война в 1913 година.
Взима участие в Първата световна война, като е разузнавач в 11-и пехотен и 55-и пехотен охридски полк.

### Във ВМРО
След войната в 1918 - 1920 година е в Свободна България. Участва във възстановяването на революционната организация и от 1920 до 1934 година е воденски войвода на ВМРО. През 1920 година заедно с Георги Хазнатарски, Никола Хаджиев, Гоце Манолев, Петър Говедаров, Тома Радовски, Динчо Балкански, Илия Которкин и Кирил Лерински участва в дейността на митницата Попови ливади в Пирин. Целта е да се набират средства за дейността на организацията. Всички търговци са плащали мита, като най-важни са били приходите от дървен материал и животни за Гърция, тютюн и вино. В 1922 година води сражения с гръцки войски на Беласица.
От май 1923 до 1926 година отново е воденски околийски войвода на ВМРО. Организира околията и действа заедно с войводите Станко Тушински и Атанас Гандачки. Четите се сражават през юни 1923 година при Саракиново без жертви и същия месец при Дървош, като е убит четникът Георги Тубешков от Мачуково. През юни 1924 година при Смолари загива четникът Велчо Динев от Крушево. През август следва ново сражение във Воденско, а в Дойранско при сражение изчезва безследно четникът Трайко Иванов от Дебър.
През 1924 година участва като делегат на Солунския окръжен конгрес на ВМРО и е избран за запасен член на окръжното ръководство. На 25 април 1925 година е назначен за боеви инструктор в Мелнишка околия. Участва в съпротивата срещу гръцкото нашествие по време на Петричкия инцидент в 1925 година.
Мице Чегански става мелнишки околийски войвода и е такъв до месец март 1926 година. След убийството на Александър Протогеров в 1928 година е в лагера на протогеровистите. През 1929 година преминава в Битолско заедно с Георги Попхристов, Крум Петишев, Петър Ангелов и Андон Попщерев.

### Късни години
След забраваната на ВМРО от режима на Деветнадесетомайците, Мицe Чегански е арестуван през месец юли 1934 година в София. Попада в изолационни лагери и затвори, заради членството си в организацията. В 1941 година подпомага германското настъпление в Гърция като водач, тъй като познава добре пътищата и релефа в Егейска Македония.
На 21 април 1943 година, като жител на Меджитлия, Битолско, подава молба за българска народна пенсия. Молбата е одобрена и пенсията е отпусната от Министерския съвет на Царство България.
В края на 1951 година югославското правителство внася меморандум в ООН, в който населението в Пиринска Македония е обявено за „югославско малцинство“, преследвано и тероризирано от властите в София. Мицe Чегански подкрепя видните стари македонски революционери начело с Андон Кьосето – Велешанеца, Георги Попхристов – Кръстофореца, съпругата на обезглавения главен войвода в Костурско Васил Чекаларов  – Олга Чекаларова, Димитър Занешев, Лазар Томов, Александра Хаджидимова. Те се обявяват в специална декларация против югославските претенции.
През януари 1970 година е награден с орден „За гражданска доблест и заслуга“, II степен, по повод годишнината от Илинденско-Преображенското въстание.
Мицe Чегански умира в град София през месец октомври на 1970 година от естествена смърт на достолепните 95 години.

## Семейство
На 20 септември 1933 година Чегански попълва въпросник за установяване самоличност на лице в Дирекцията на полицията и дава пълна информация за своето семейство. В него той посочва, че е Мице Христов Мулов, роден 1878 година, месец октомври в село Чеган, Македония, местожителство в София, православно вероизповедание, народност българин, поданство българско, главно занятие общ работник, женен, съпруга: Донка Мицова Чеганска. Двамата имат четири деца: Цана 20 г., Зака 11 г., Фила 8 г. и Христо 5 г., баща Христо Мулов роден в с. Чеган (починал), майка Фила Краева родена в с. Чеган (починала), няма братя и сестри, влязъл в България през 1918 г. през граничен пункт Клисура, няма паспорт, няма билет за свободно пребиваване в България, няма лични документи, живее в София – Красно село, не е служил войник, не е осъждан, говори български език, няма образование – може да чете, развито телосложение, висок ръст, обло лице, мургав цвят на лицето, ниско чело, кестеняви очи, обикновен нос, нормални уши, обикновена уста, бръсната брада, разделени вежди, кестенява коса, небръснати мустаци, прическа коса права, няма особени белези. На същата дата Чегански декларира пред Дирекция на полицията, че в бъдеще няма да се занимава с никаква конспиративна, терористична или нелегална дейност в македонските национални борби в България.